# Числовая ось
Числова́я ось, или числова́я пряма́я, — это прямая, на которой выбраны:
- некоторая точка O — начало отсчёта;
- положительное направление, указанное стрелкой (противоположное направление называется отрицательным);
- масштаб, то есть единица измерения длин.

Между вещественными числами и числовой осью устанавливается взаимно однозначное соответствие: начало координат соответствует нулю, числовое значение произвольной точки соответствует расстоянию её до начала координат — в положительном направлении со знаком плюс, иначе — со знаком минус.
Таким образом, числовая ось является наглядным геометрическим образом множества вещественных чисел {\displaystyle \mathbb {R} }. Она состоит из точки начала координат и двух расходящихся от неё лучей, один из которых соответствует положительным, а другой — отрицательным числам. Естественный порядок точек на прямой при таком соответствии согласуется с упорядоченностью чисел. Числовая ось применяется, например, для построения графиков как ось координат. Отрезки прямой при этом изображают числовые интервалы.